# Egon Kapellari
Egon Kapellari (Leoben, Estíria, Áustria, 12 de janeiro de 1936) é um bispo católico romano austríaco e jurista emérito. De 1982 a 2001 foi bispo diocesano da diocese de Gurk-Klagenfurt, de 2001 a 2015 bispo diocesano da diocese de Graz-Seckau e ao mesmo tempo vice-presidente da Conferência Episcopal Austríaca.
Kapellari foi para a escola em Leoben e lá se formou em 1953. Ele então estudou direito na Universidade de Graz até 1957 e recebeu seu doutorado em direito. Ele então estudou teologia na Universidade de Salzburgo e na Universidade de Graz.
Em 9 de julho de 1961, foi ordenado sacerdote pelo bispo Josef Schoiswohl em Graz. De 1962 a 1964, Kapellari foi capelão na paróquia do Calvário de Graz. Em seguida, trabalhou até o final de 1981 como capelão universitário da comunidade universitária católica e diretor do Instituto Afro-Asiático de Graz. A partir de 1968 trabalhou também na direção do seminário de Graz e foi nomeado Monsenhor (Capelão de Sua Santidade) em 15 de setembro de 1973.
Em 7 de dezembro de 1981, Kapellari foi nomeado bispo diocesano da Diocese de Gurk-Klagenfurt pelo Papa João Paulo II. O arcebispo Karl Berg o consagrou como bispo em 24 de janeiro de 1982. Os bispos Johann Weber e Maximilian Aichern foram co-consagradores. Seu lema é Omnia vestra, vos autem Christi (tudo é seu, mas você pertence a Cristo).
Em 14 de março de 2001 foi nomeado bispo diocesano da diocese de Graz-Seckau e assumiu sua liderança no mesmo dia. 
Na Conferência Episcopal Austríaca, ele foi responsável por várias áreas ao mesmo tempo ou uma após a outra: de 1982 a 1992 como consultor para a pastoral juvenil ("Youth Bishop"), de 1982 a 1992 como membro do Conselho das Conferências Episcopais da Europa (CCEE), por dois mandatos como membro do Pontifício Conselho para o Diálogo com os Não-Crentes no Vaticano, de 1997 a 2015 como membro da Comissão das Conferências Episcopais da Comunidade Europeia (COMECE) em Bruxelas, também como Bispo da Seção de Liturgia, Cultura e Mídia. De 2001 a 2015, Kapellari também foi vice-presidente da Conferência Episcopal Austríaca. Conhecido como um bispo de mídia, ele também foi presidente da Academia Católica de Mídia em Viena.
Sua renúncia como bispo diocesano aos 75 anos foi aceita pelo Papa Bento XVI em 2011 nunc pro tunc (= agora para depois) e seu mandato foi prorrogado por dois anos.